# Boston terrier
Boston terrier – jedna z ras psów terrierowatych, należąca do grupy psów głównie do towarzystwa, zaklasyfikowana do sekcji małych psów molosowatych. Zgodnie z klasyfikacją amerykańską należy do grupy psów użytkowych. Nie podlega próbom pracy.

## Rys historyczny
W XIX wieku w Stanach Zjednoczonych były popularne walki psów, które specjalnie do tych celów hodowano i selekcjonowano. Szukając lepszych psów bojowych robotnicy z Bostonu krzyżowali angielskie buldogi bojowe z białymi terierami angielskimi, które obecnie są rasą wymarłą. Później do hodowli bostonów dodano jeszcze domieszkę krwi buldogów francuskich. Rasa uznana została przez Amerykański Związek Kynologiczny w 1893 roku.

## Szata i umaszczenie
Umaszczenie pręgowane, czarne lub focze z białymi zaznaczeniami. Delikatny, krótki włos łatwy do pielęgnacji. W Stanach występują również osobniki o kolorze czerwonym (red), niebiesko-szarym (blue) oraz kremowym (cream), jednak jest to odstępstwo od wzorca, nie akceptowane w Polsce.
Najważniejszą rzeczą w umaszczeniu u boston terrierów są charakterystyczne znaczenia na pysku i biały szal wokół szyi.

## Zachowanie i charakter
Łatwo adaptuje się do zmieniających warunków otoczenia, towarzyski i tolerancyjny wobec dzieci (o ile nie są zbyt napastliwe). Czujny, bez nadmiernej skłonności do szczekania, przywiązuje się do swych domowników, lecz jest psem jednego właściciela – jest jemu bezgranicznie oddany.

## Użytkowość
Pies towarzyszący i reprezentacyjny.

## Zdrowie i pielęgnacja
Sierść jest łatwa w pielęgnacji, wystarczy czesać ją raz na tydzień. Należy pamiętać o regularnym czyszczeniu wnętrza uszu i wycieraniu wilgotnym wacikiem kącików oczu. Najbardziej typowe dla rasy dolegliwości to brachycefalia, owrzodzenia rogówki, trudności przy porodzie, problemy z sercem, guzy skóry, zwichnięcie rzepki kolanowej, nadmierne zwężenie nozdrzy i kichanie wsteczne. Długość życia: 13 do 15 lat.

## Popularność
Dziś ta rasa jest popularniejsza w Stanach Zjednoczonych i Kanadzie, skąd importuje się osobniki, aby odświeżyć hodowle w Europie.